# Discografia di Lewis Capaldi
La discografia di Lewis Capaldi, cantautore britannico, comprende un album in studio, tre EP e tredici singoli.

## Album in studio
| Anno | Titolo e dettagli | Classifiche | Classifiche | Classifiche | Classifiche | Classifiche | Classifiche | Classifiche | Classifiche | Classifiche | Classifiche | Certificazioni                                                                                              |
| Anno | Titolo e dettagli | UK          | AUS         | CAN         | IRE         | ITA         | NLD         | NOR         | NZL         | SWI         | USA         | Certificazioni                                                                                              |
| ---- | --- | ----------- | ----------- | ----------- | ----------- | ----------- | ----------- | ----------- | ----------- | ----------- | ----------- | --- |
| 2019 | Divinely Uninspired to a Hellish Extent - Pubblicato: 17 maggio 2019 - Etichetta: Vertigo, Universal, Capitol - Formati: CD, LP, download digitale, streaming | 1           | 7           | 5           | 1           | 16          | 10          | 1           | 6           | 3           | 20          | - UK: Platino (3) - AUS: Platino - CAN: Platino (2) - ITA: Oro - NLD: Oro - NOR: Platino - NZL: Platino (2) |
| 2023 | Broken by Desire to Be Heavenly Sent - Pubblicato: 19 maggio 2023 - Etichetta: Vertigo, Universal, Capitol - Formati: CD, download digitale, streaming        | TBA         | TBA         | TBA         | TBA         | TBA         | TBA         | TBA         | TBA         | TBA         | TBA         | TBA |

## Extended play
| Anno                                                                                          | Titolo e dettagli | Classifiche |
| Anno                                                                                          | Titolo e dettagli | CAN         |
| --------------------------------------------------------------------------------------------- | --- | ----------- |
| 2017                                                                                          | Bloom - Pubblicato: 20 ottobre 2017 - Etichetta: Vertigo Records, Universal Music Group - Formati: download digitale, streaming                        | —           |
| 2018                                                                                          | Breach - Pubblicato: 8 novembre 2018 - Etichetta: Vertigo, Universal - Formati: download digitale, streaming                                           | 95          |
| 2020                                                                                          | To Tell the Truth I Can't Believe We Got This Far - Pubblicato: 15 maggio 2020 - Etichetta: Vertigo, Universal - Formati: download digitale, streaming | —           |
| "—" indica che l'opera non si è classificata o che non è stata pubblicata in quel territorio. | |             |

## Singoli
| Anno                                                                                          | Titolo                    | Classifiche | Classifiche | Classifiche | Classifiche | Classifiche | Classifiche | Classifiche | Classifiche | Classifiche | Classifiche | Certificazioni | Album                                   |
| Anno                                                                                          | Titolo                    | UK          | AUS         | CAN         | IRE         | ITA         | NLD         | NOR         | NZL         | SWI         | USA         | Certificazioni | Album                                   |
| --------------------------------------------------------------------------------------------- | ------------------------- | ----------- | ----------- | ----------- | ----------- | ----------- | ----------- | ----------- | ----------- | ----------- | ----------- | --- | --------------------------------------- |
| 2017                                                                                          | Bruises                   | 6           | 46          | 67          | 8           | —           | 98          | 15          | 40          | 42          | 122         | - UK: Platino (3) - AUS: Platino (2) - CAN: Platino (3) - ITA: Oro - NZL: Platino                                                         | Divinely Uninspired to a Hellish Extent |
| 2017                                                                                          | Lost On You               | —           | —           | —           | —           | —           | —           | —           | —           | —           | —           | - UK: Argento - CAN: Oro | Divinely Uninspired to a Hellish Extent |
| 2017                                                                                          | Fade                      | —           | —           | —           | —           | —           | —           | —           | —           | —           | —           | - UK: Argento | Divinely Uninspired to a Hellish Extent |
| 2017                                                                                          | Mercy                     | —           | —           | —           | —           | —           | —           | —           | —           | —           | —           | - UK: Argento | Bloom                                   |
| 2018                                                                                          | Rush (feat. Jessie Reyez) | —           | —           | —           | —           | —           | —           | —           | —           | —           | —           | - UK: Argento | /                                       |
| 2018                                                                                          | Tough                     | —           | —           | —           | 39          | —           | —           | —           | —           | —           | —           | - UK: Argento | Breach                                  |
| 2018                                                                                          | Grace                     | 9           | —           | —           | 9           | —           | —           | —           | —           | —           | —           | - UK: Platino (2) - AUS: Oro - CAN: Oro                                                                                                   | Divinely Uninspired to a Hellish Extent |
| 2018                                                                                          | Someone You Loved         | 1           | 4           | 1           | 1           | 5           | 8           | 3           | 4           | 3           | 1           | - UK: Platino (6) - AUS: Platino (11) - CAN: Diamante - ITA: Platino (6) - NLD: Platino (2) - NOR: Platino - NZL: Platino - USA: Diamante | Divinely Uninspired to a Hellish Extent |
| 2019                                                                                          | Hold Me While You Wait    | 4           | —           | —           | 1           | 39          | —           | —           | —           | 63          | —           | - UK: Platino (2) - AUS: Platino - CAN: Platino (2) - ITA: Platino                                                                        | Divinely Uninspired to a Hellish Extent |
| 2019                                                                                          | Before You Go             | 1           | 7           | 16          | 1           | 17          | 7           | 9           | 9           | 5           | 9           | - UK: Platino (2) - AUS: Platino (4) - CAN: Platino (5) - ITA: Platino - NZL: Platino (2) - USA: Platino                                  | Divinely Uninspired to a Hellish Extent |
| 2022                                                                                          | Forget Me                 | 1           | 21          | 11          | 2           | 75          | 22          | 13          | 22          | 38          | 58          | - UK: Argento - AUS: Oro | Broken by Desire to Be Heavenly Sent    |
| 2022                                                                                          | Pointless                 | 1           | —           | —           | 7           | —           | 36          | —           | —           | 61          | —           | | Broken by Desire to Be Heavenly Sent    |
| 2023                                                                                          | How I'm Feeling Now       | 24          | —           | —           | 20          | —           | —           | —           | —           | —           | —           | | Broken by Desire to Be Heavenly Sent    |
| 2023                                                                                          | Wish You the Best         | 1           | —           | —           | 5           | —           | 90          | 36          | —           | —           | —           | | Broken by Desire to Be Heavenly Sent    |
| "—" indica che l'opera non si è classificata o che non è stata pubblicata in quel territorio. |                           |             |             |             |             |             |             |             |             |             |             | |                                         |